# 墨西哥公共教育部

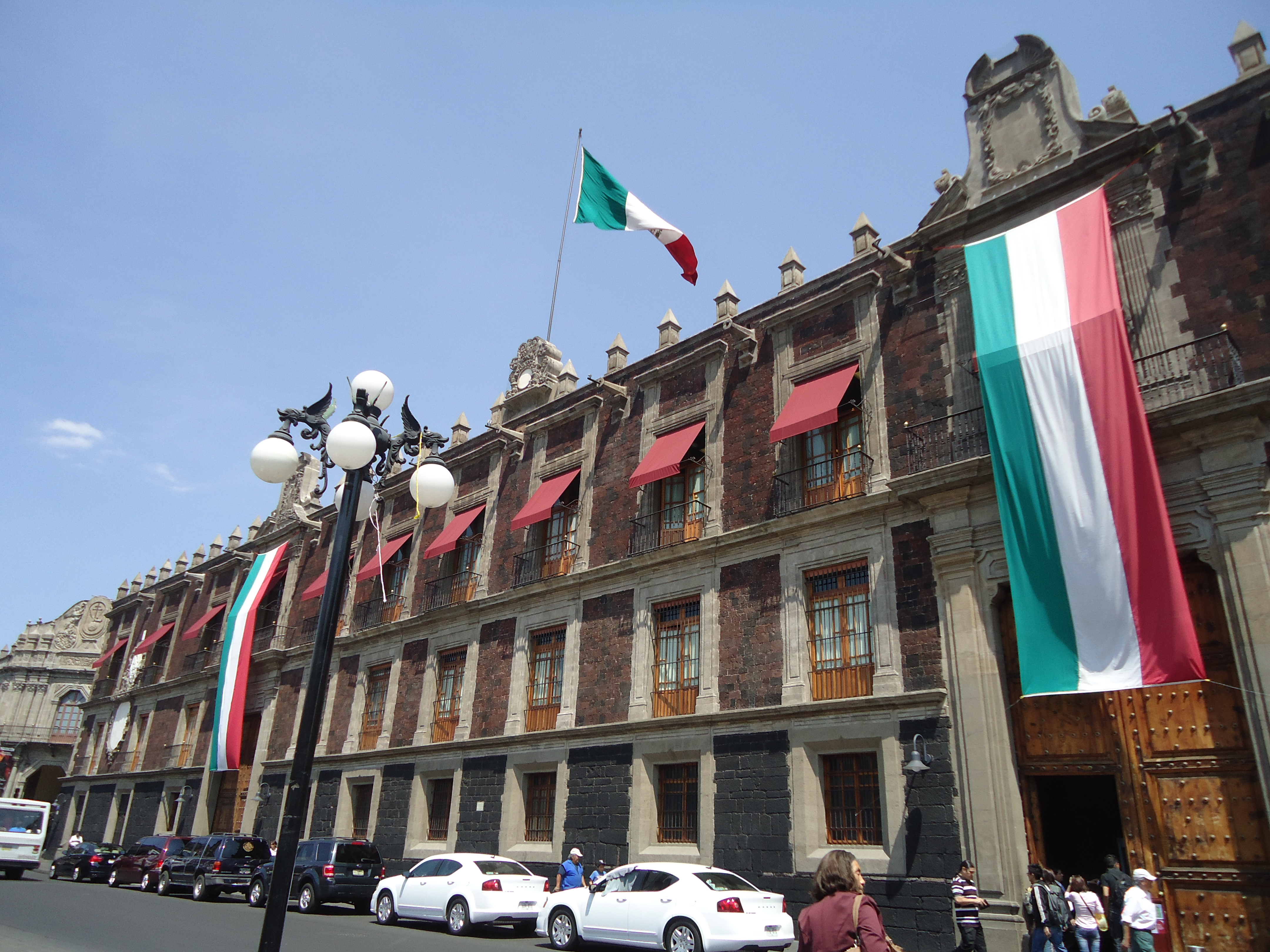

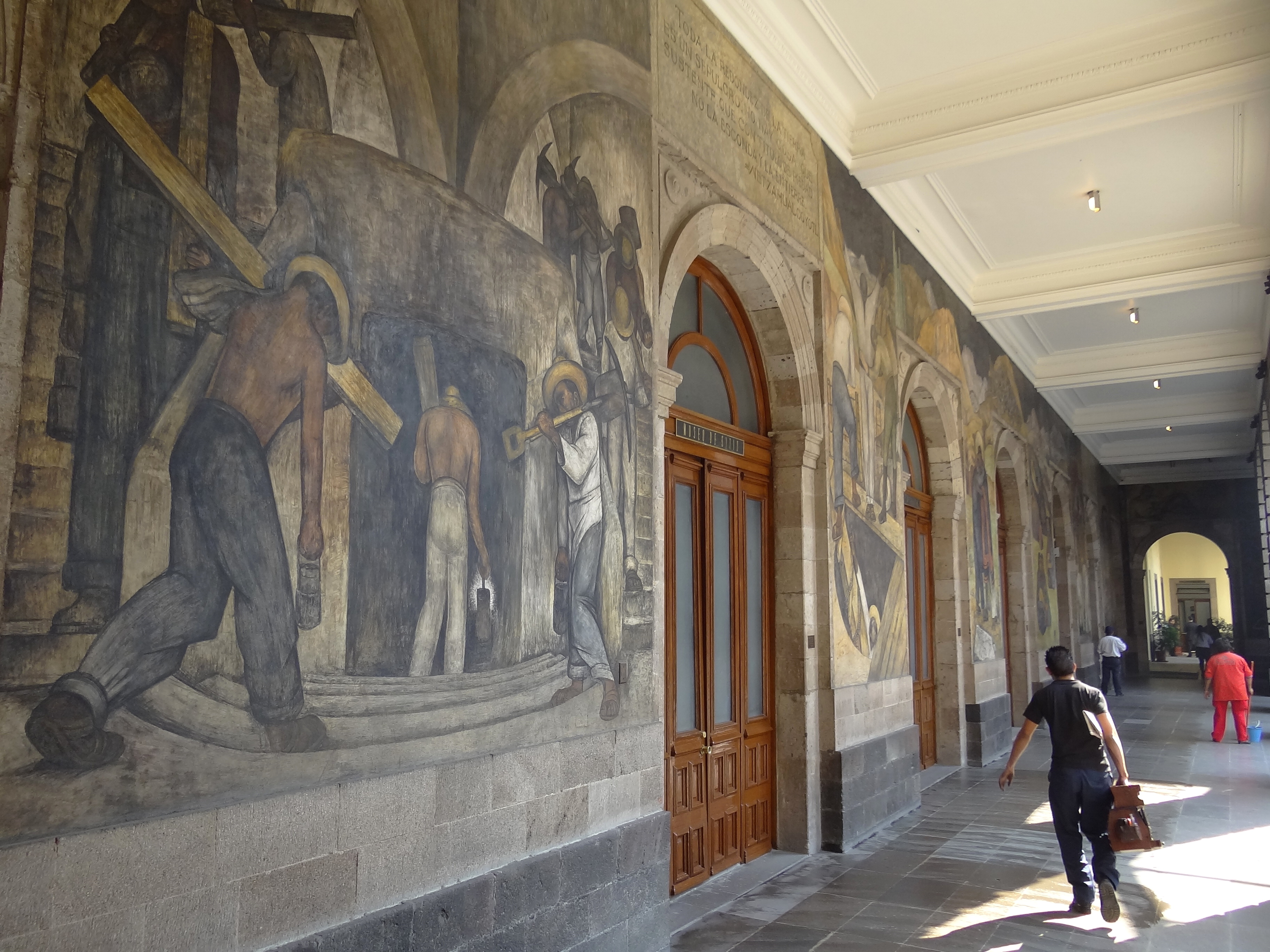

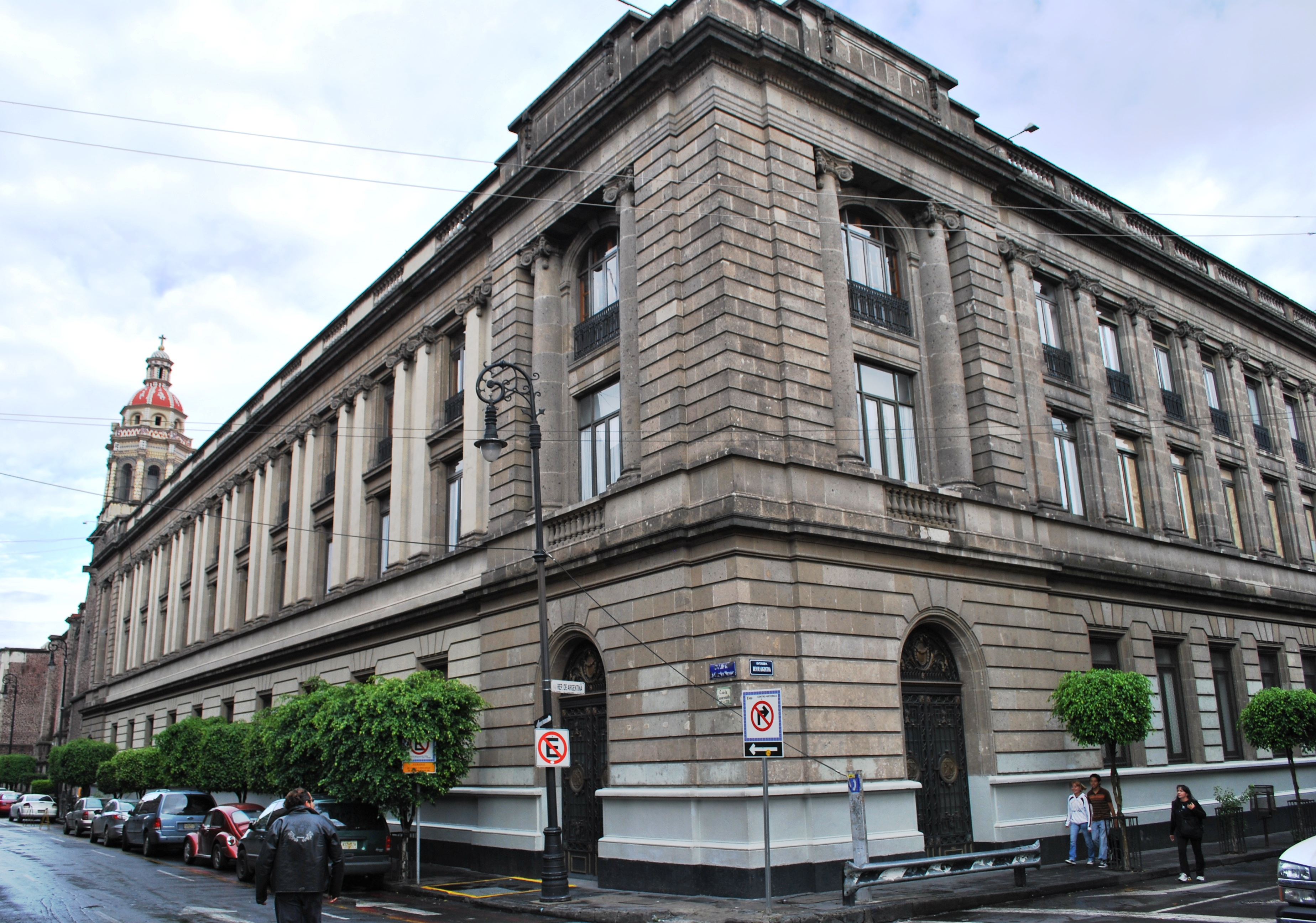
墨西哥公共教育部

墨西哥公共教育部 (西班牙語：Secretaría de Educación Pública，简称) 是墨西哥的一个联邦政府机构，负责监督墨西哥全国教育政策和学校标准的发展和实施。公共教育部有几座建筑分布在全国各地，其主要办公楼最初设于墨西哥城历史中心的旧多明我会修道院，后来扩展到Villamayor侯爵府(又名新加利西亚府，建于1530年)、新加利西亚总督don Cristóbal de Oñate的府邸 (也建于1530年)和旧皇家海关大楼 (建于1730-31年）。一些建筑装饰以迭戈·里维拉、西凯罗斯等20世纪墨西哥壁画运动名家的壁画。

## 秘书名单

### 司法和公共指导秘书（1891-1905）
- PorfirioDíaz政府（1877-1911）
  - （1884-1901）JoaquínBaranda
  - （1901-1905）JustinoFernándezMondoño

### 公共教学秘书（1905-1921）
- PorfirioDíaz政府（1877-1911）
  - （1905-1911）：Justo SierraMéndez
  - （1911）：Jorge VeraEstañol

- [弗朗西斯科·莱昂·德拉巴拉（FranciscoLeónde la Barra）]政府（1911）
  - （1911）：FranciscoVázquezGómez

- Francisco I. Madero的政府（1911-1913）
  - （1911-1912）：MiguelDíazLombardo
  - （1912-1913：JoséMaríaPinoSuárez

- Victoriano Huerta的政府（1913年-1914年）
  - （1913）：Jorge VeraEstañol
  - （1913）：Manuel Garza Aldape
  - （1913）：JoséM. Lozano
  - （1913）：Eduardo Tamariz和Sánchez
  - （1913-1914）：NemesioGarcíaNaranjo

- Francisco Carvajal的政府（1914）
  - （1914）：鲁本·瓦伦蒂（Ruben Valent）

- EulalioGutiérrez政府（1914）
  - （1914）：JoséVasconcelos
  - （1914）-（1915）：OtilioMontaño

- Venustiano Carranza政府（1915-1920）'
  - （1914-1916）：FélixFulgencio Palavicini
  - （1916-1920）：安德烈斯·奥苏纳（AndrésOsuna）

### 公共教育秘书（1921年至今）
- 'ÁlvaroObregón的政府（1920年-1924年）
  - （1921-1924）：何塞·巴斯孔塞洛斯[2]:134
  - （1924）： Bernardo J.Gastélum

- PlutarcoElíasCalles的政府（1924-1928）
  - （1924-1928）：JoséManuel Puig Casauranc
  - （1928）：MoisésSáenz

- Emilio Portes Gil的政府（1928年-1930年）
  - （1928-1929）：Ezequiel Padilla
  - （1929）：PlutarcoElíasCalles
  - （1929-1930）：JoaquínAmaroDomínguez

- ” Pascual Ortiz Rubio的政府（1930年-1932年）
  - （1930）：AarónSáenz
  - （1930）：Carlos Trejo Lerdo de Tejada
  - （1930-1931）：JoséManuel Puig Casauranc
  - （1931-1932）：Narciso Bassols

- Abelardo L.Rodríguez的政府（1932-1934）
  - （1932-1934）：Narciso Bassols
  - （1934）：Eduardo Vasconcelos

- LázaroCárdenasdelRío政府（1934-1940）
  - （1934-1935）：IgnacioGarcíaTéllez
  - （1935-1939）：GonzaloVázquezVela
  - （1939-1940）：Ignacio M. Beteta

- ManuelÁvilaCamacho的政府（1940年-1946年）
  - （1940-1941）：LuisSánchezPontón
  - （1941-1943）：OctavioVéjarVázquez
  - （1943-1946）：Jaime Torres Bodet

- MiguelAlemánValdés的政府（1946-1952）
  - （1946-1952）：Manuel Gual Vidal

- Adolfo Ruiz Cortines的政府（1952-1958）
  - （1952-1958）：JoséÁngelCeniceros Andonegui

- AdolfoLópezMateos的政府（1958年-1964年）
  - （1958-1964）：Jaime Torres Bodet

- GustavoDíazOrdaz的政府
  - （1964-1970）：AgustínYáñezDelgadillo

- [路易斯·埃切维里亚·阿尔瓦雷斯（LuisEcheverríaÁlvarez）]政府（1970-1976）
  - （1970-1976）：VíctorBravo Ahuja

- [何塞·洛佩兹·波蒂略]的政府（1976-1982）
  - （1976-1977）：PorfirioMuñozLedo
  - （1977-1982）：Fernando Solana Morales

- 马德里马德里赫尔塔多市政厅（1982-1988）
  - （1982-1985）：JesúsReyes Heroles
  - （1985-1988）：MiguelGonzálezAvelar

- [卡洛斯·萨利纳斯·德·戈塔里（Carlos Salinas de Gortari]政府（1988-1994）
  - （1988-1992）：Manuel BartlettDíaz
  - （1992-1993）：Ernesto Zedillo Ponce deLeón
  - （1993-1994）：Fernando Solana Morales
  - （1994）：JoséÁngelPescador Osuna

- Ernesto Zedillo Ponce deLeón政府（1994-2000）
  - （1994-1995）：Fausto Alzati Araiza
  - （1995-2000）：MiguelLimónRojas

- Vicente Fox Quesada的政府（2000年-2006年）
  - （2000-2006）：Reyes Tamez Guerra

- FelipeCalderónHinojosa的政府（2006年-2012年）
  - （2006-2009）：JosefinaVázquezMota
  - （2009-2012）：Alonso LujambioIrazábal

- EnriquePeñaNieto的政府（2012-2018）
  - （2012-2015）：Emilio Chuayffet Chemor
  - （2015-2018）：AurelioNuñoMayer

- '[[安德烈斯·曼努埃尔·洛佩斯·奥布拉多]的政府]（2018年-2024年）
  - （2018-展示）：Esteban MoctezumaBarragán